# AI.24 フォックスハンター
AI.24 フォックスハンター（英語: AI.24 Foxhunter）は、イギリスのGEC マルコーニ（現BAEシステムズ）が開発したパルスドップラー・レーダー。

## 開発

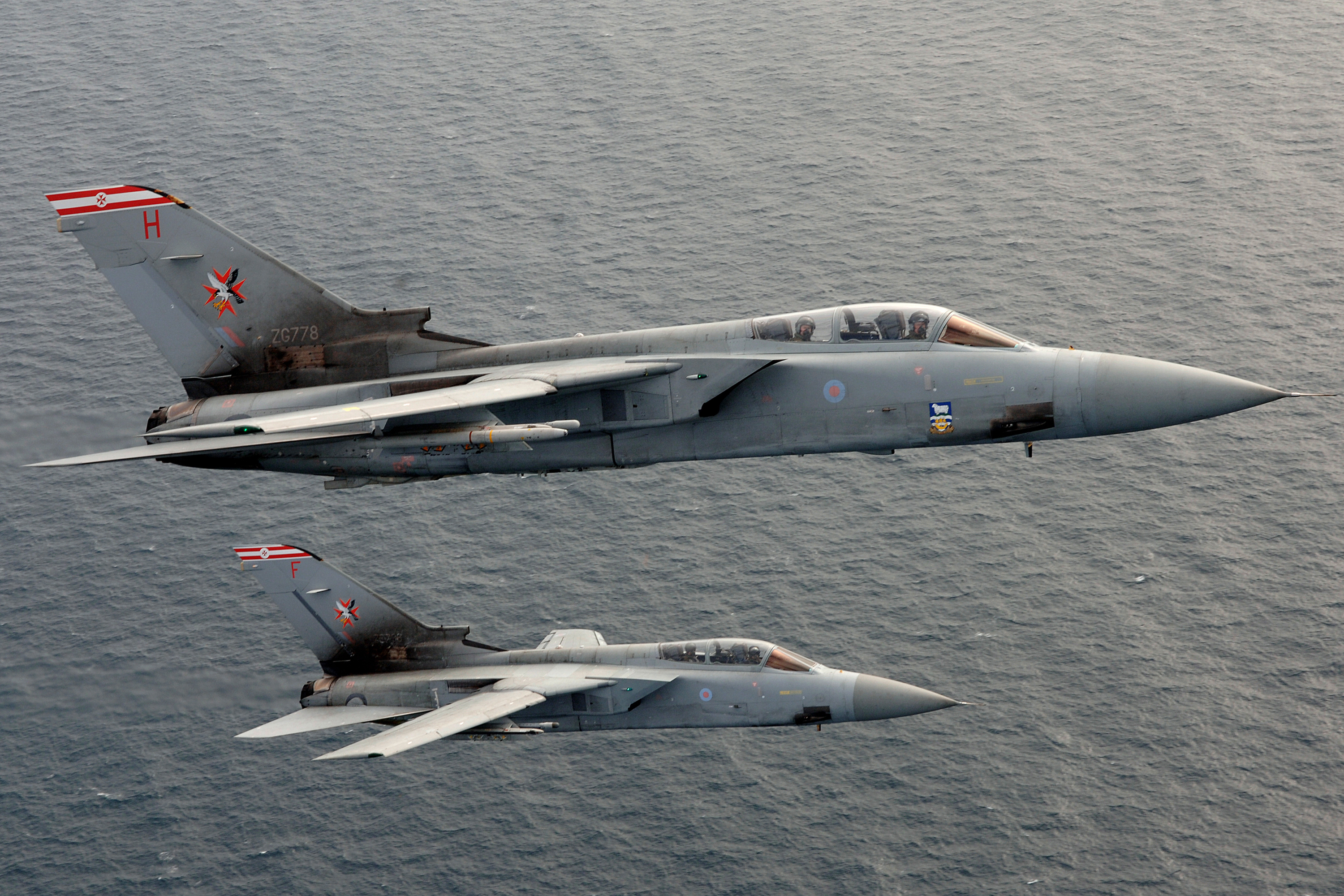
機首にAI.24 フォックスハンター・レーダーを搭載したイギリス空軍のトーネードF.3

AI.24 フォックスハンターは、トーネードADV戦闘機の搭載レーダーとして開発され、バッカニア攻撃機に搭載して飛行試験が行われた。開発作業は計画よりも遅れ、トーネードADVに搭載しての飛行試験実施は当初計画より1年余り後の1981年6月17日となり、量産型レーダーの引き渡しも1983年7月まで遅れた。このため、初期のトーネードADVはレーダーを搭載しない状態で完成し、機体のバランスを取るため機首内部にバラストを搭載し、レーダー装備の機体をイギリス空軍が最初に受領したのは1984年11月5日になってからだった。
トーネードADVはAI.24 フォックスハンター・レーダー搭載に伴い、コックピット前方が延長され、原型機のトーネード IDSよりもスマートになっている。

## 性能
AI.24 フォックスハンターはコヒーレント型パルスドップラー・レーダーで、周波数変調中断型継続波（英語: Frequency Modulated Interrupted Continuous Wave、略称：FMICW）技術を使用しており、方位の異なる複数目標に対しても様々な周波数変調を使用しての測距が可能である。
最大探知距離は185キロメートル（100ノーチカルマイル）以上、あらゆる高度域でのルックダウン・ルックアップ能力があるほか、捜索中追尾（英語: Track while scan、略称：TWS）機能も有しているため、複数目標の同時処理が可能となっている。